# Panagropsis suberrata
Panagropsis suberrata är en fjärilsart som beskrevs av Walker 1861. Panagropsis suberrata ingår i släktet Panagropsis och familjen mätare. Inga underarter finns listade i Catalogue of Life.